# Acrochaene punctata
Acrochaene punctata är en orkidéart som beskrevs av John Lindley. Acrochaene punctata ingår i släktet Acrochaene och familjen orkidéer. Inga underarter finns listade i Catalogue of Life.